# Đập Xayabury
Đập Xayabury là một con đập thủy điện đang được xây dựng trên sông Mê Kông, vào khoảng 30 kilômét (19 mi) về phía đông của huyện Xayabury, tỉnh Xayabury ở miền bắc Lào. Các nhà hoạt động phản đối dự án vì các ảnh hưởng cho môi trường và người ở dọc sông. Chính phủ Lào đã bắt đầu xây dựng sơ bộ vào đầu năm 2012 nhưng hoãn việc xây đập sau đó vì Campuchia và Việt Nam phản đối. Sau khi chỉnh sửa thiết kế của đập, Lào tiếp tục xây dựng đập ngày 7 tháng 11 năm 2012.

## Lịch sử
Ngày 4 tháng 5 năm 2007, chính phủ Lào ký kết một bản ghi nhớ với Công ty Công chúng Ch. Karnchang của Thái Lan cho việc phát triển kế hoạch, theo sau đó là hợp đồng phát triển kế hoạch được ký tháng 11 năm 2008. Một bản báo cáo đánh giá tác động môi trường được đệ trình vào tháng 2 năm 2010. Tháng 7 năm 2010, một bản ghi nhớ về mua bán năng lượng được ký kết giữa Electricity Generating Authority of Thailand và chính phủ Lào.

### Dân Thái kiện
37 ngư dân từ tổ chức Mạng lưới người dân Thái tại 8 tỉnh của nước này khởi kiện các công ty Thái mua điện từ Xayaburi năm 2012. Các chuyên gia môi trường đánh giá việc xây Xayaburi có thể gây ra các tác động môi trường và ảnh hưởng tới nghề cá, nông nghiệp, hệ sinh thái cũng như đời sống của 60 triệu cư dân sống trên sông Mekong. Vụ kiện căn cứ trên trách nhiệm của các công ty chính phủ của Thái đối với các cộng đồng chịu ảnh hưởng từ việc Thái Lan quyết định mua điện từ thủy điện Xayaburi. Năm 2011, công ty điện nhà nước EGAT của Thái và bốn công ty khác đã đồng ý mua 95% lượng điện do nhà máy thủy điện Xayabury sản xuất ra khi xây xong, trị giá 3,5 tỷ USD. Đập thủy điện Xayaburi của Lào cũng được xây bởi vốn từ công ty Thái Lan. Sau khi tòa hành chính cho là công ty Thái đã làm tròn bổn phận mình, dân kiện đã kháng cáo vào ngày 26 tháng 1 năm 2016 lên tòa phúc thẩm.

## Đặc điểm
Nếu được xây dựng, Đập Xayaburi sẽ có chiều dài 810 mét (2.660 ft) và cao 32 mét (105 ft).

## Nguy cơ
Chuyên gia độc lập về sinh thái Mê Kông, Nguyễn Hữu Thiện, cho biết, Xayaburi nằm trên đường đứt gãy địa chất đang hoạt động và các nhà khoa học của Đại học Chula Longkorn của Thái Lan đã cảnh báo rằng trong 30 năm tới có 30% khả năng xảy ra động đất trung bình và 10% khả năng xảy ra động đất lớn vùng này. Thực tế năm 2011 đã có 2 vụ động đất ở vùng Xayaburi. Khi đập Xayaburi hoàn tất, với sức nặng của nước trong hồ chứa có thể đè lên vỏ trái đất gây động đất kích thích. Xayaburi mà vỡ thì nước sẽ lùa xuống đập kế tiếp bên dưới, cũng đang đầy nước, và lùa tiếp xuống đập kế tiếp với số nước 2 đập cộng lại và tiếp tục như thế đến đập Sambor. Khi đó Sambor chắc chắn sẽ vỡ..